# Муниципии Молдовы
Муници́пий (рум. Municipiu) — административно-территориальная единица Республики Молдова, город с особым статусом. Статусом муниципия в Республике Молдова обладают: Кишинёв, Бельцы, Бендеры, Комрат, Тирасполь, Кагул, Чадыр-Лунга, Единец, Хынчешты, Оргеев, Сорока, Страшены и Унгены.

## Статус
Закон об административно-территориальном устройстве Республики Молдова от 27 декабря 2001 года (вступил в действие 29 января 2002 года) даёт следующее определение понятия «муниципий»:

«Муниципий является населенным пунктом городского типа, играющим особую роль в экономической, социально-культурной, научной, политической и административной жизни страны и имеющим важные промышленные и торговые структуры, учреждения образования, здравоохранения и культуры.»
В соответствии с законом, муниципии относятся к административно-территориальным единицам первого (нижнего) уровня, наряду с городами, секторами, сёлами и коммунами, однако муниципии Кишинёв и Бельцы являются административно-территориальными единицами второго (верхнего) уровня, наряду с районами.
Муниципий Бендеры хотя и не отнесен законом к административно-территориальным единицам второго уровня, не входит в состав других административно-территориальных единиц.
Муниципий Комрат входит в состав автономного территориального образования Гагаузия и является его административным центром. Муниципий Тирасполь входит в состав административно-территориальных единиц левобережья Днестра.
Муниципий Кишинёв является столицей Республики Молдова.

## Состав
В состав муниципия могут входить административно-территориальные единицы первого уровня — сектора, города, сёла, коммуны. Так, в состав Кишинёва входят 5 секторов, 6 городов и 27 сёл (22 из которых объединены в 8 коммун, 2 входят в состав одного из городов); в состав Бельц — 2 села; в состав Бендер — 1 село. Муниципии Комрат и Тирасполь не включают других населённых пунктов.

## Органы управления
Органами управления муниципия являются муниципальный совет и примар (в Кишинёве — генеральный примар), который возглавляет примэрию муниципия. В населённых пунктах, входящих в состав муниципия, действуют местные советы, деятельность которых координируется муниципальным советом.
Муниципальный совет состоит из советников, избираемых сроком на 4 года. Количество избираемых советников зависит от численности населения муниципия. Так, муниципальный совет Кишинёва состоит из 51 советника, муниципальный совет Бельц — из 35 советников.
Примар муниципия также избирается всеобщим голосованием на 4 года. У примара должно быть 3 заместителя (в Кишинёве — 4), которые избираются муниципальным советом из числа советников по предложению примара.
Примэрия — рабочий аппарат примара. Работники примэрии являются государственными служащими.

## История

### 1995—1998 годы
Первые муниципии в Республике Молдова были образованы в 1995 году.
Закон об административно-территориальном устройстве Республики Молдова № 306-XIII от 7 декабря 1994 года (вступил в действие 14 января 1995 года) определял: «Муниципием является город, играющий важную роль в экономической, социально-культурной, научной и административной жизни республики».
При этом статус муниципия устанавливался для 4-х городов: Кишинёв, Бельцы, Бендеры, Тирасполь.

### 1998—2002 годы
В 1998 году в Республике Молдова была проведена административно-территориальная реформа, главный смысл которой заключался в упразднении районов и переходе к делению на уезды. При этом было несколько изменено определение понятия «муниципий» и увеличено количество городов, которым был предоставлен этот статус.
Закон об административно-территориальном устройстве Республики Молдова № 191-XIV от 12 ноября 1998 года (вступил в действие 25 декабря 1998 года) гласил: «Муниципий является населенным пунктом городского типа, играющим важную роль в экономической, социально-культурной, политической, научной и административной жизни республики и имеющим развитое жилищно-коммунальное хозяйство, учреждения образования, здравоохранения и культуры».
В соответствии с этим законом количество городов, обладающих статусом муниципия было увеличено до 14: Бельцы, Бендеры, Кагул, Кэушень, Кишинёв, Комрат, Дубоссары, Единец, Хынчешты, Оргеев, Рыбница, Сороки, Тирасполь, Унгены. 22 октября 1999 года данный статус также получил город Тараклия.
При этом устанавливалось, что муниципии являются административно-территориальными единицами первого (нижнего) уровня, наряду с городами, сёлами, коммунами.
Исключение составлял муниципий Кишинёв, который относился к единицам второго (верхнего) уровня, наряду с уездами и автономным территориальным образованием Гагаузия, и одновременно являлся административным центром Кишинёвского уезда.
Уездными центрами были также муниципии Бельцы, Кагул, Кэушень, Единец, Хынчешты, Оргеев, Сороки, Унгены, а чуть позже — Тараклия.

### 2002 год
После того как в 2001 году на парламентских выборах победу одержала Партия коммунистов, была проведена обратная реформа — уезды были упразднены, вновь введено деление на районы. Новый закон об административно-территориальном устройстве, вступил в действие в январе 2002 года (уезды были расформированы в 2003 году).
Количество муниципиев было сокращено до пяти. Определение понятия «муниципий» в новом законе лишь незначительно отличалось от предыдущего варианта. Первоначально муниципии в новом законе были отнесены к административно-территориальным единицам первого уровня, однако в 2012 году в закон было внесено изменение, в соответствии с которым муниципии Кишинёв и Бельцы являются административно-территориальными единицами второго уровня.
В июле 2014 года в первом чтении одобрен законопроект, предусматривающий получение статуса муниципия для городов Кагул, Оргеев, Сороки и Унгены. Также было предложено поддержать идею присвоения статуса муниципия городам Единец, Хынчешты и Чимишлия.

### 2017 год
В 2017 году парламент Молдовы принял во втором чтении закон об присвоении статуса муниципия городам Кагул, Чадыр-Лунга, Единец, Хынчешты, Оргеев, Сороки, Страшены и Унгены. Закон вступил в силу 13 апреля.